# 傑姆·厄茲代米爾
傑姆·厄茲代米爾（德語：Cem Özdemir，發音：[ˌdʒɛm ˈʔœzdɛmiːɐ̯]；土耳其語發音：[dʒæm ˈœzdemiɾ]；1965年12月21日—），德國政治人物，聯盟90/綠黨（綠黨）黨員。
厄茲代米爾曾在2008年至2018年間與克勞迪婭·羅斯（Claudia Roth）和西蒙·彼得（Simone Peter）一同擔任綠黨主席。他在1994年至2002年間，以及自2013年起擔任聯邦議院議員，亦曾在2004年至2009年間擔任歐洲議會議員。他是2017年聯邦議院選舉中綠黨兩名領銜候選人之一。他在2018年至2021年間擔任聯邦議院交通委員會主席，及後在2021年12月起在朔爾茨內閣中擔任聯邦食品及農業部長，並隨著自由民主黨（自民黨）退出聯合政府而在2024年11月起兼任聯邦教育及研究部長。

## 生平

### 早年生涯
厄茲代米爾在1965年12月21日出生於西德巴登-符騰堡州巴特烏拉赫，是一對土耳其客工的兒子——父親為來自托卡特的切爾克斯人，曾經在土耳其獨立戰爭期間任職軍官，而母親則來自伊斯坦堡的中產家庭。1983年，他與父母一同取得西德國籍，並在同年中學畢業後透過學徒訓練成為幼兒教育工作者，及後在羅伊特林根的福音技術學院（Evangelische Fachhochschule für Sozialwesen Reutlingen）就讀社會教育學，並於1987年畢業。畢業後，他曾任教育工作者和自由記者。

### 政治生涯

#### 第一次聯邦議院議員時期
厄茲代米爾在1994年聯邦議院選舉中首次當選為聯邦議院議員，並成為首名土耳其裔聯邦議院議員。1998年至2002年間，他擔任聯邦議院內政委員會委員，並成為綠黨內政事務發言人，在任內推動德國國籍法的改革。
1999年，綠黨加入由格哈德·施羅德領導的政府九個月後，包括厄茲代米爾在內的40名自稱「第二代青年」的年輕綠黨黨員發表一篇具爭議的宣言，對時任黨主席于爾根·特里丁（Jürgen Trittin）表示「我們不能亦不會對我們黨從建黨一代就講道德的無所不知坐視不理」。
2002年，厄茲代米爾被指控將因以聯邦議院議員身份公幹而賺得的漢莎航空飛行里數用作私人用途，並與時任聯邦國防部長魯道夫·沙爾平一同被指控收取公關和說客莫里茨·亨辛格（Moritz Hunzinger）的政治獻金以應付其私人財務問題，他因而辭去綠黨內政事務發言人以及聯邦議院議員的職務。
2003年，厄茲代米爾加入德國馬歇爾基金會成為跨大西洋研究員。在任期間，他曾研究美國和歐洲的少數族裔的政治組織方式。

#### 歐洲議會議員時期

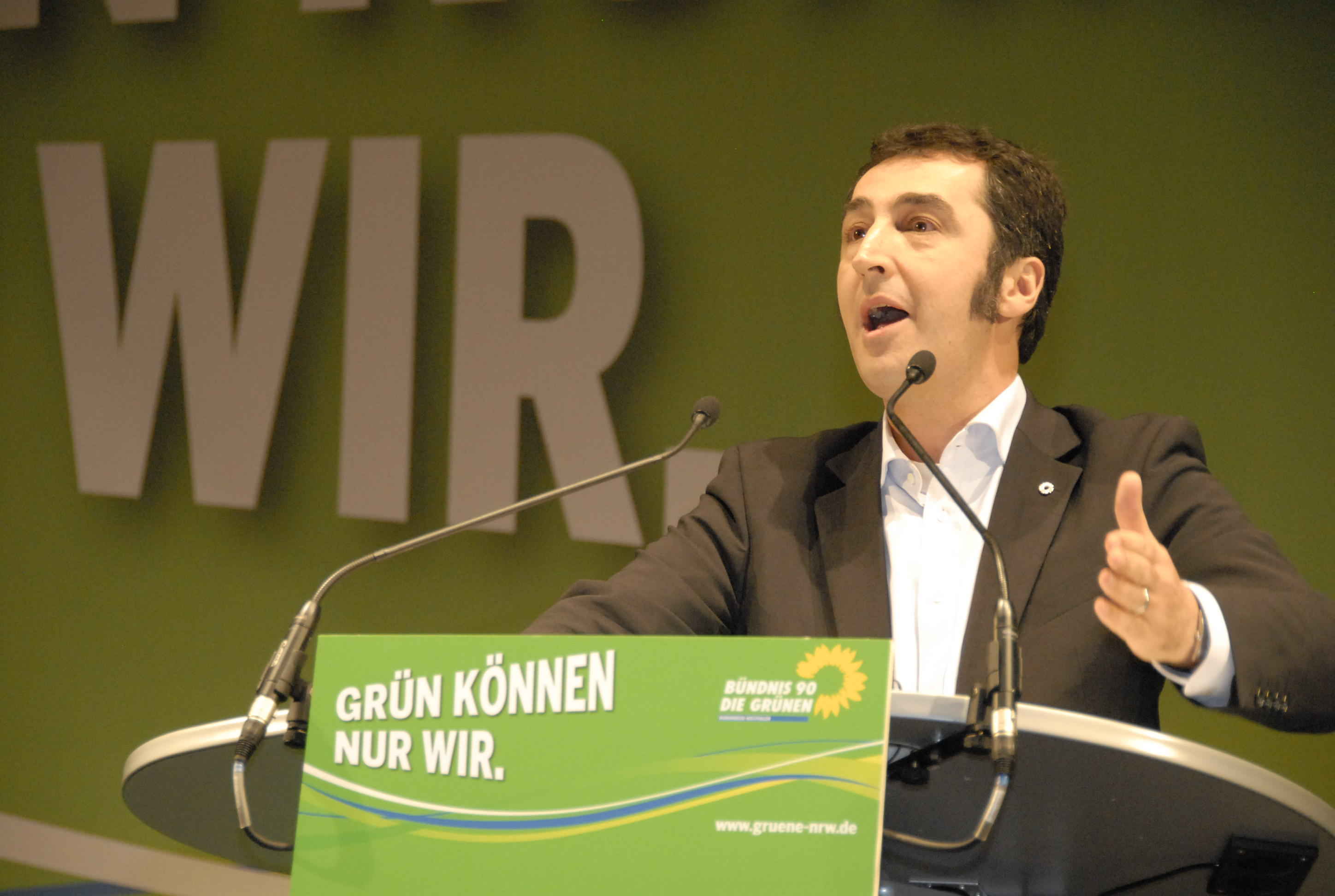
2009年的厄茲代米爾

厄茲代米爾曾代表綠黨/歐洲自由聯盟在2004年歐洲議會選舉中當選為歐洲議會議員，並任職至2009年為止。在此期間，他擔任該黨團的外交政策發言人以及外交事務委員會成員。他亦是歐洲議會中亞事務報告員。
2006年至2007年間，厄茲代米爾亦擔任中央情報局涉嫌使用歐洲國家作運輸及非法拘留囚犯用途臨時委員會（中央情報局委員會）副主席。

#### 綠黨主席和第二次聯邦議院議員時期
2008年6月2日，厄茲代米爾宣佈競逐綠黨黨主席一職。並在2008年11月15日與克勞迪婭·羅斯一同當選為綠黨主席。
厄茲代米爾在2013年聯邦議院選舉中重返聯邦議院。2019年，厄茲代米爾與克爾斯滕·卡珀特-岡瑟（Kirsten Kappert-Gonther）一同挑戰時任綠黨聯邦議院黨團主席卡特琳·戈林-埃卡特和安東·霍弗萊特（Anton Hofreiter）的席位。而隨著2020年時任史特加市長弗里茨·庫恩（Fritz Kuhn）宣佈不再尋求連任，厄茲代米爾被視為潛在繼任人選，但及後宣佈不會尋求競逐史特加市長的職務。
在2021年巴登-符騰堡州議會選舉後的組閣談判中，厄茲代米爾曾為經濟事務、勞工及創新事務工作組的成員。2021年5月，部份媒體指出厄茲代米爾向聯邦議院的行政部門延誤申報2014年至2018年間總值20,580歐元的額外收入。
在2021年聯邦議院選舉後的組閣談判中，厄茲代米爾與社民黨的卡斯滕·施耐德（Carsten Schneider）和自民黨的邁克爾·瑟勒（Michael Theurer）一同擔任經濟政策小組的聯席主席。

#### 聯邦食品及農業部長
在2021年聯邦議院選舉後，社民黨、綠黨和自民黨組成由社民黨總理奧拉夫·朔爾茨領導的交通燈聯合政府。在綠黨黨內內訌之後，被認為是綠黨溫和派的厄茲代米爾獲任命為聯邦食品及農業部長，並於2021年12月8日上任。他在上任前並沒有制訂農業政策的經驗。
厄茲代米爾是朔爾茨內閣裡唯一一位少數族裔部長，亦是德國史上首位土耳其裔部長。

## 政治立場

### 歐洲整合
2011年，厄茲代米爾呼籲歐洲聯盟（歐盟）公民透過公投在歐洲重大政治議題上發揮更大的影響力。在2012–2013年塞浦路斯金融危機中，厄茲代米爾建議歐盟以恢復塞浦路斯統一有關談判的前提下向塞浦路斯提供紓困援助。

### 與白俄羅斯的關係
2020年12月16日，厄茲代米爾聲援白俄羅斯記者兼政治犯葉卡捷琳娜·鮑里舍維奇（Кацярына Анатольеўна Барысевіч）。2021年5月31日，他成為白俄羅斯另一政治犯羅曼·普羅塔塞維奇的教父。

### 與俄羅斯的關係
2011年，由於舉辦四馬雙輪戰車獎（Die Quadriga）的非牟利團體四馬雙輪戰車網絡非牟利有限公司（Netzwerk Quadriga gGmbH）決定向時任俄羅斯總理弗拉基米爾·普京頒發該獎，厄茲代米爾決定辭去該獎的受託人董事職務以示抗議。該獎的年度頒獎禮因四馬雙輪戰車網絡公司的決定受到公眾抗議而取消。在完成對亞美尼亞的兩天訪問後，厄茲代米爾在推特上表示亞美尼亞加入歐亞經濟聯盟「將使埃里溫更貼近普京治下，更少言論自由、非政府組織和LGBT權利的俄羅斯。人民想要更開放的社會」。

### 與土耳其的關係

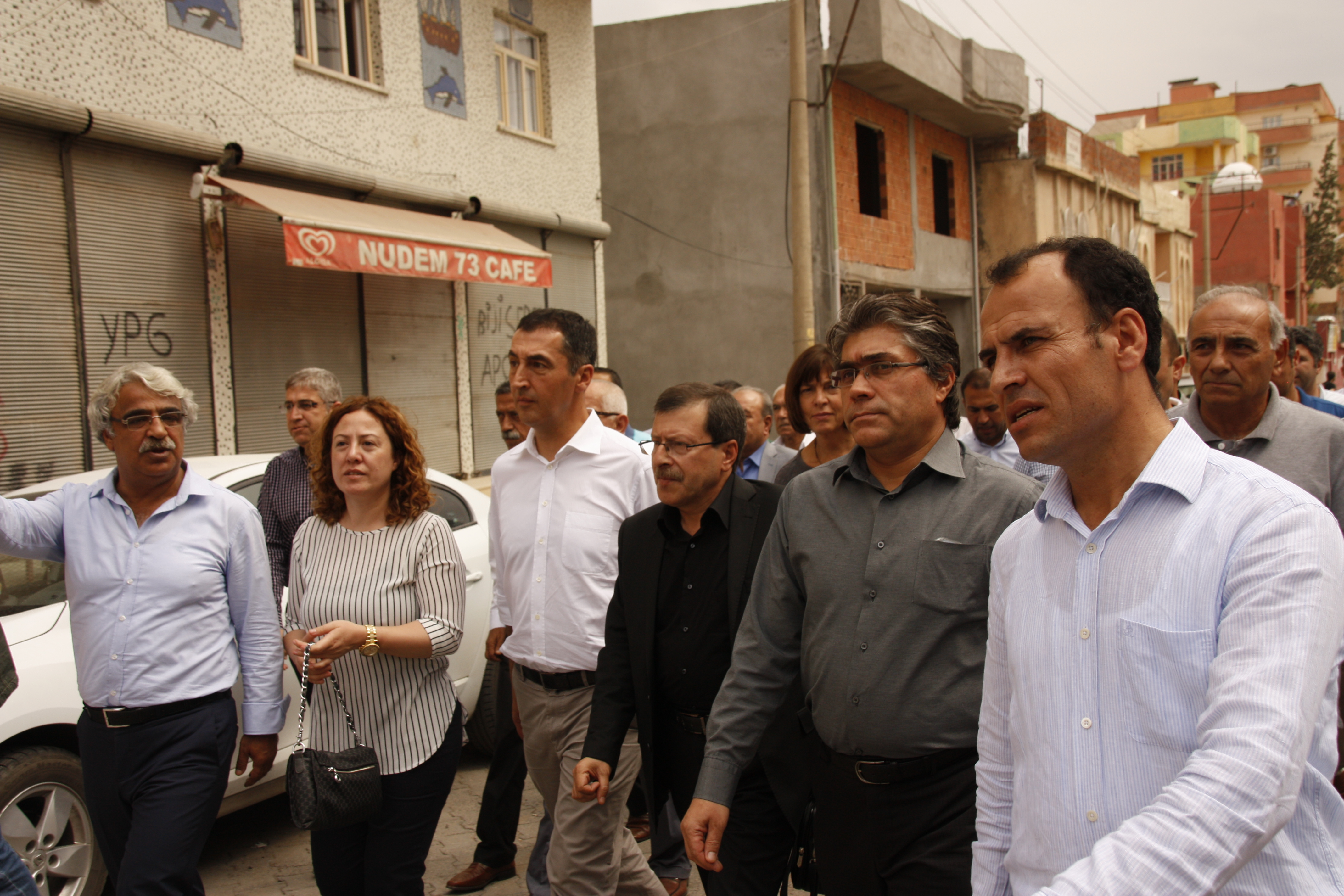
2015年9月15日，厄茲代米爾訪問舍爾納克

厄茲代米爾反對土耳其在雷傑普·塔伊普·埃爾多安治下加入歐盟。2014年5月，厄茲代米爾在科隆的一場演講上抨擊埃爾多安，導致其在一場正義與發展黨土耳其大國民議會黨團會議上私下稱厄茲代米爾為「一個所謂『土耳其人』」，並指其批評「十分醜陋」。因應埃爾多安的人身攻擊，德國外交部傳召時任土耳其駐德大使侯賽因·阿夫尼·卡爾斯里奧格魯（Hüseyin Avni Karslıoğlu）抗議，並指德國對埃爾多安的攻擊表示不安。及後，厄茲代米爾向《明鏡》網上版表示，德國情報部門不針對土耳其作為伊斯蘭國武裝分子中轉國的角色是「不負責任」。
厄茲代米爾是聯邦議院承認亞美尼亞種族滅絕議案的推動者，引發土耳其的不滿。他亦批評土耳其在2016年政變後對異見人士的大規模搜捕。厄茲代米爾亦譴責土耳其針對敘利亞庫爾德人的橄欖枝行動。他在2018年慕尼黑安全會議指與會的土耳其官員是「恐怖分子」而被土耳其官員威脅，厄茲代米爾甚至因而要接受警方特別保護。

### 與沙特阿拉伯的關係
厄茲代米爾呼籲德國政府停止向涉嫌為沙特阿拉伯政府搜集異見人士資料的美國顧問公司麥肯錫提供合同。

### 亞美尼亞種族滅絕
2015年3月12日，厄茲代米爾訪問埃里溫亞美尼亞種族滅絕博物館期間宣佈承認亞美尼亞種族滅絕，並呼籲土耳其亦一同承認。在一場訪問中，他表示：「我認為德國應該明確地提出亞美尼亞種族滅絕的議題。作為兩國的朋友，我們應該協助開放亞美尼亞和土耳其之間的邊境。作為兩國的朋友，我們應努力使亞土關係變成類似於德法或德國與波蘭之間的關係。」
2016年，厄茲代米爾向聯邦議院提出議案，要求承認亞美尼亞種族滅絕。該議案在2016年6月2日獲通過。厄茲代米爾表示法案不是為了指責他人，而是承認德國作為第一次世界大戰時身為鄂圖曼帝國盟友，沒去阻止種族滅絕而對其負起的部份責任。在聯邦議院通過議案後，土耳其傳媒對其展開攻擊，甚至有土耳其人對其作出死亡威脅。

### 大麻合法化
厄茲代米爾支持大麻合法化。2014年12月，由於其冰桶挑戰影片裡出現一棵大麻植物，其刑事豁免權被撤銷以便柏林的檢察官調查。他在接受《西德綜合報》（Westdeutsche Allgemeine Zeitung）訪問時表示「一個自由的社會應該由個人決定他們是否服食大麻，並承受有關風險」。

### 聯合國
厄茲代米爾是建立聯合國議會大會運動的支持者。他認為有必要「使世界上每個人的聲音，不分男女，透過真正的代表呈現合法性，並提高各國領袖的政治責任」。

### 車速限制
厄茲代米爾支持在高速公路實施車速限制。他認為「在高速公路引入車速限制只有好處：減少車禍傷亡、即時氣候保護以及操作起來零成本。」此外，他亦認為「車速限制是21世紀開明社會的基本常識」。 他亦將德國車速限制問題與美國槍械暴力問題作出比較。

## 個人生活
厄茲代米爾稱自己為一個文化穆斯林。他娶阿根廷記者皮婭·瑪麗亞·卡斯特羅（Pía María Castro）為妻，兩人育有一子一女。他亦是一個素食者。
2020年3月18日，厄茲代米爾確診嚴重特殊傳染性肺炎。

## 外部連結
- 官方网站